# Liste der höchsten Gebäude in Taiwan

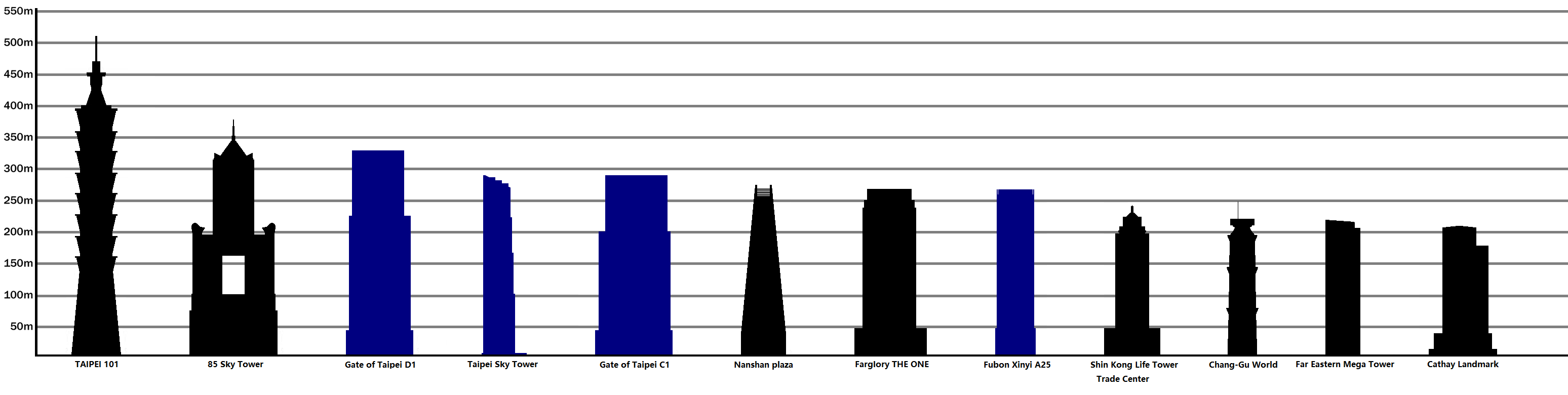
Höchste Gebäude in Taiwan. Die blauen Gebäude zeigen an, dass sie sich derzeit im Bau befinden.

Die Liste der höchsten Gebäude in Taiwan listet alle Gebäude Taiwans mit einer Höhe von mindestens 160 Metern auf. Angegeben werden auch Gebäude, die sich derzeit im Bau befinden.

## Beschreibung
Der ostasiatische Inselstaat Taiwan ist ein globales Finanzzentrum mit insgesamt 72 Wolkenkratzern (Gebäude über 150 Meter Höhe). Höchstes Gebäude ist zurzeit das 2004 fertiggestellte Taipei 101 mit einer Höhe von 509,8 Metern. Es wurde von 2004 bis 2010 offiziell als das höchste Gebäude der Welt eingestuft. Heute ist es immer noch das höchste Gebäude Taiwans und das derzeit zehnthöchste Gebäude der Welt.

## Liste
Liste der höchsten Gebäude der Inselstaat nach struktureller Höhe in Meter. Angegeben ist zudem das Baujahr und die Anzahl der Etagen.
| Rang | Name                                                         | Bild | Stadt      | Höhe (m) | Etagen | Baujahr | Referenz |
| ---- | ------------------------------------------------------------ | ---- | ---------- | -------- | ------ | ------- | -------- |
| 1    | Taipei 101 (臺北101)                                         |      | Taipeh     | 509,2    | 101    | 2004    | [ 1 ]    |
|      | Gate of Taipei 1 (台北雙子星大樓1)                           |      | Taipeh     | 360      | 76     | im Bau  | [ 2 ]    |
| 2    | Tuntex Sky Tower (高雄85大樓)                                |      | Kaohsiung  | 347,5    | 85     | 1997    | [ 3 ]    |
|      | Gate of Taipei 2 (台北雙子星大樓2)                           |      | Taipeh     | 280      | 53     | im Bau  | [ 4 ]    |
|      | Taipei Sky Tower (台北天空塔)                                |      | Taipeh     | 280      | 56     | im Bau  | [ 5 ]    |
| 3    | Taipei Nan Shan Plaza (臺北南山廣場)                         |      | Taipeh     | 272      | 48     | 2018    | [ 6 ]    |
| 4    | Farglory THE ONE (遠雄THE ONE)                               |      | Kaohsiung  | 268,8    | 70     | 2019    | [ 7 ]    |
|      | Fubon Group Xinyi Headquarters (富邦信義A25總部)             |      | Taipeh     | 266      | 56     | 2022    | [ 8 ]    |
|      | Taichung Intelligence Operation Center (台中智慧營運中心)    |      | Taichung   | 262      | 46     | im Bau  | [ 9 ]    |
| 5    | Shin Kong Life Tower (新光人壽保險大樓)                      |      | Taipeh     | 244,8    | 51     | 1993    | [ 10 ]   |
|      | Taichung Commercial Bank Headquarters (台中商業銀行總行大樓) |      | Taichung   | 225      | 40     | im Bau  | [ 11 ]   |
| 6    | Chang-Gu World Trade Center (長谷世貿大樓)                   |      | Kaohsiung  | 222      | 50     | 1992    | [ 12 ]   |
| 7    | Cathay Landmark (國泰置地廣場)                               |      | Taipeh     | 212      | 46     | 2015    | [ 13 ]   |
| 8    | Farglory Financial Center (遠雄金融中心)                     |      | Taipeh     | 208      | 32     | 2012    | [ 14 ]   |
| 9    | Far Eastern Mega Tower (板橋大遠百二期辦公大樓)              |      | Neu-Taipeh | 207,4    | 50     | 2013    | [ 15 ]   |
| 10   | The Landmark (Taichung) (聯聚中雍大廈)                       |      | Taichung   | 192      | 39     | 2018    | [ 16 ]   |
| 11   | Shr-Hwa International Tower (世華國際大樓)                   |      | Taichung   | 192      | 47     | 2004    | [ 17 ]   |
| 12   | Neo Sky Dome Tower B (新巨蛋B)                               |      | Neu-Taipeh | 188      | 46     | 2010    | [ 18 ]   |
| 13   | Han-Lai New World Center (漢來新世界中心)                    |      | Kaohsiung  | 186      | 42     | 1995    | [ 19 ]   |
| 14   | Farglory 95rich (遠雄九五)                                   |      | Neu-Taipeh | 184      | 42     | 2017    | [ 20 ]   |
| 15   | Chicony Electronics Headquarters (群光電子總部大樓)          |      | Neu-Taipeh | 181      | 39     | 2014    | [ 21 ]   |
|      | HongWell i-Tower (宏匯思源i-Tower)                           |      | Neu-Taipeh | 180,6    | 39     | im Bau  | [ 22 ]   |
| 16   | Panhsin Twin Towers 1 (板信雙子星花園廣場)                   |      | Neu-Taipeh | 180      | 34     | 2010    | [ 23 ]   |
| 17   | Le Meridien Taichung (臺中李方艾美酒店)                      |      | Taichung   | 178      | 22     | 1999    | [ 24 ]   |
| 18=  | Neo Sky Dome Tower C (新巨蛋C)                               |      | Neu-Taipeh | 178      | 43     | 2010    | [ 25 ]   |
| 18=  | Neo Sky Dome Tower D (新巨蛋D)                               |      | Neu-Taipeh | 178      | 43     | 2010    | [ 26 ]   |
| 20   | Guo-Yan Building BC (國揚國硯)                               |      | Kaohsiung  | 171      | 41     | 2013    | [ 27 ]   |
| 21   | Asia-Pacific Financial Plaza (宏總亞太財經廣場)              |      | Kaohsiung  | 169,8    | 42     | 1992    | [ 28 ]   |
| 22   | Global Strategy Center (豐邑A8市政核心)                      |      | Taichung   | 169,5    | 38     | 2015    | [ 29 ]   |
| 23   | City Center Plaza (豐邑市政都心廣場)                         |      | Taichung   | 168      | 38     | 2010    | [ 30 ]   |
| 24   | National Trade Center (NTC國家商貿中心)                      |      | Taichung   | 165,65   | 35     | 2018    | [ 31 ]   |
| 25   | Fu Yu The Glory Tower (富宇東方之冠)                         |      | Taichung   | 165      | 38     | 2014    | [ 32 ]   |
| 26=  | Far Eastern Plaza Tower 1 (遠企中心)                         |      | Taipeh     | 164,7    | 41     | 1994    | [ 33 ]   |
| 26=  | Far Eastern Plaza Tower 2 (遠企中心)                         |      | Taipeh     | 164,7    | 41     | 1994    | [ 34 ]   |
| 28   | Taichung Condominium Tower (富邦新市政)                      |      | Taichung   | 164      | 41     | 2019    | [ 35 ]   |
| 29   | Treasure Garden (大陸宝格)                                   |      | Taichung   | 160      | 39     | 2015    | [ 36 ]   |
| 30   | Pao Huei Solitaire (寶輝秋紅谷)                              |      | Taichung   | 160,98   | 41     | 2015    | [ 37 ]   |
| 31   | Sunland One for One Tower A (森聯摩天41 A棟)                 |      | Neu-Taipeh | 160,8    | 41     | 2020    |          |
| 31=  | Sunland One for One Tower B (森聯摩天41 B棟)                 |      | Neu-Taipeh | 160,8    | 41     | 2020    |          |
| 33   | The Crystal Palace (淡水水立方)                              |      | Neu-Taipeh | 160,6    | 41     | 2013    | [ 38 ]   |
| 34   | Han-Hsien International Hotel (寒軒國際大飯店)               |      | Kaohsiung  | 160,3    | 42     | 1994    | [ 39 ]   |
| 35   | Yihwa International Residential Tower A (宜華國際飯店住宅A)  |      | Taipeh     | 160      | 45     | 2014    | [ 40 ]   |
| 35=  | Yihwa International Residential Tower B (宜華國際飯店住宅B)  |      | Taipeh     | 160      | 45     | 2014    | [ 41 ]   |
| 35=  | Farglory U-TOWN (汐止遠雄U-TOWN) Tower B                     |      | Neu-Taipeh | 160      | 37     | 2014    | [ 42 ]   |
| 35=  | Farglory U-TOWN (汐止遠雄U-TOWN) Tower C                     |      | Neu-Taipeh | 160      | 37     | 2014    | [ 43 ]   |
| 35=  | Long-Ban World Trade Building (龍邦世貿大廈) Tower1          |      | Taichung   | 160      | 37     | 1993    | [ 44 ]   |
| 35=  | Long-Ban World Trade Building (龍邦世貿大廈) Tower2          |      | Taichung   | 160      | 37     | 1993    | [ 45 ]   |

## Zeitleiste der höchsten Gebäude
| Name                                              | Bild | Stadt     | Zeitspanne                      | Höhe (m) | Etagen | Referenz |
| ------------------------------------------------- | ---- | --------- | ------------------------------- | -------- | ------ | -------- |
| Präsidialamt der Republik China (中華民國總統府)  |      | Taipeh    | 1919 – 1971                     | 60       | 9      | [ 46 ]   |
| Hilton Worldwide Taipei (臺北希爾頓大飯店)        |      | Taipeh    | 1972 – 9. Oktober 1973          | 71       | 20     | [ 47 ]   |
| Grand Hotel (Taipeh) (圓山大飯店)                 |      | Taipeh    | 10. Oktober 1973 – 1981         | 87       | 12     | [ 48 ]   |
| First Commercial Bank Building (第一銀行總行大樓) |      | Taipeh    | 1981 – 1983                     | 87,7     | 22     | [ 49 ]   |
| Taiwan Power Building (台電大樓)                  |      | Taipeh    | 1983 – 1988                     | 127      | 27     | [ 50 ]   |
| International Trade Building (國貿大樓)           |      | Taipeh    | 1988 – 1990                     | 142,6    | 34     | [ 51 ]   |
| Tuntex Tower (敦南東帝士大樓)                     |      | Taipeh    | 1990 – 1992                     | 143,4    | 38     | [ 52 ]   |
| Asia-Pacific Financial Plaza (宏總亞太財經廣場)   |      | Kaohsiung | 1992 – 1993                     | 169,8    | 42     | [ 53 ]   |
| Chang-Gu World Trade Center (長谷世貿大樓)        |      | Kaohsiung | 20. Februar – 21. Dezember 1993 | 222      | 50     | [ 54 ]   |
| Shin Kong Life Tower (新光人壽保險大樓)           |      | Taipeh    | 21. Dezember 1993 – 1997        | 244,8    | 51     | [ 55 ]   |
| Tuntex Sky Tower (高雄85大樓)                     |      | Kaohsiung | 1997 – 2004                     | 347,5    | 85     | [ 56 ]   |
| Taipei 101 (臺北101)                              |      | Taipeh    | 2004 – heute                    | 509,2    | 101    | [ 57 ]   |